# Željeznička pruga Lašva – Jajce/Uskoplje
Željeznička pruga Lašva – Jajce/Uskoplje bila je uskotračna željeznička pruga koja je povezivala dolinu Vrbasa s dolinom Lašve u središnjem dijelu Bosne i Hercegovine.

## Povijest
Zemaljska uprava Bosne i Hercegovine pod vodstvom Benjamina Kallaya je 1891. godine, pred otvaranje željezničke pruge Sarajevo – Metković, planirala izgradnju uskotračne željeznice koja bi vodila od Janjića u dolini Bosne preko Lašvanske doline i Travnika do Donjeg Vakufa u dolini Vrbasa. Od Donjeg Vakufa je planiran jedan krak koji bi vodio ka sjeveru do Jajca, a drugi krak ka Bugojnu i dalje prema granici s Dalmacijom. Od austrijske se vlade očekivalo da se pruga produži do Splita. Austro-ugarska je uprava smatrala da bi se izgradnjom pruge ovo područje značajnije gospodarski razvijalo, a bio bi i olakšan pristup prirodnim bogatstvima, posebice u dolini Vrbasa. Sredinom iste godine od Kallaya je zatraženo da izgradnju ograniči samo do Jajca odnosno Bugojna.
Dana 26. listopada 1893. godine u rad je puštena dionica duga 37 kilometara između Travnika i Lašve na pruzi Bosanski Brod – Sarajevo. Nastavak pruge na dionici Travnik – Donji Vakuf – Bugojno preko prijevoja Komar završen je 14. listopada 1894., dok je krak pruge od Donjeg Vakufa do Jajca završen 1. svibnja 1895. U Jajcu se pruga nastavljala na privatnu, šumsku Stenbeisovu željeznicu.
Prijevoj Komar, na 927 metara nadmorske visine, savladan je probijanjem tunela dugog 1362 metra te izgradnjom tzv. Abtove zupčanice na dužini od 8,4 km (dionice Goleši – Komar i Komar – Oborci) gdje su najveći nagibi do 45‰.
Dovršetkom pruge do Bugojna austrijska vlada počinje se zanimati za izgradnju pruge prema Splitu, ali je tek nakon 1900. Kallay dobio suglasnost za produženje pruge od Bugojna. S druge strane ugarska je vlada svoju suglasnost uvjetovala tarifnim garancijama i osiguranjem izgradnje drugih željezničkih dionica. Ugarska je vlada smatrala prugu Bugojno – Split štetnom po svoje interese. Početkom studenog 1912. formuliran je program izgradnje željeznica kojim je bila predviđena izgradnja uskotračne pruge Bugojno – Aržano (– Split) te normalnotračne linije Banja Luka – Jajce – Bugojno – Rama – Mostar. Sljedeće godine je započela izgradnja tunela ispod Stožera kod Vesele s bugojanske i u Lupoglavi kod Kukavica s kupreške strane. Izgradnju je prekinuo početak Prvog svjetskog rata.
Nakon raspada Habsburške Monarhije, željezničkom prugom Lašva – Donji Vakuf – Jajce/Bugojno upravljaju Državne željeznice Kraljevine SHS, a kasnije Jugoslavenske državne željeznice (JDŽ/JŽ). Postojeći krak do Bugojna je 1941. produžen do Uskoplja odnosno Karamustafića Hana. Dionica Bugojno – Uskoplje je službeno otvorena 3. listopada 1945. Godine 1947. izgrađena je dionica Bila – Trenica u duljini od 7,7 km.
Iako je u početku pruga bila iznimno važna, značaj joj opada razvojem cestovnog prometa. Početkom 1972. godine postupno se ukida promet putnika na dionici Donji Vakuf – Uskoplje, a od 1. lipnja 1975. promet se na svim dionicama u potpunosti obustavlja i ukida.

## Vanjske poveznice
|  | Zajednički poslužitelj ima još gradiva o temi Željeznička pruga Lašva – Jajce/Uskoplje |

- Donji Vakuf and the Komar Pass (njem.)